# Quintano
Quintano est une commune italienne de la province de Crémone, dans la région Lombardie.

## Administration
| Période                                  | Période | Identité         | Étiquette     | Qualité |
| ---------------------------------------- | ------- | ---------------- | ------------- | ------- |
| 2019                                     |         | Elisa Guercilena | Liste civique | maire   |
| Les données manquantes sont à compléter. |         |                  |               |         |

### Communes limitrophes
Capralba, Casaletto Vaprio, Pieranica, Torlino Vimercati, Trescore Cremasco